# ダメ。ゼッタイ。
「ダメ。ゼッタイ。」（英: Yes To Life, No To Drugs.）とは、この標語を用いた財団法人麻薬・覚せい剤乱用防止センターによる、麻薬・覚醒剤・シンナー・大麻・危険ドラッグ等の薬物乱用の防止および向精神薬等の医療で使用される薬の適正使用を推進するキャンペーン運動である。

## キャンペーン

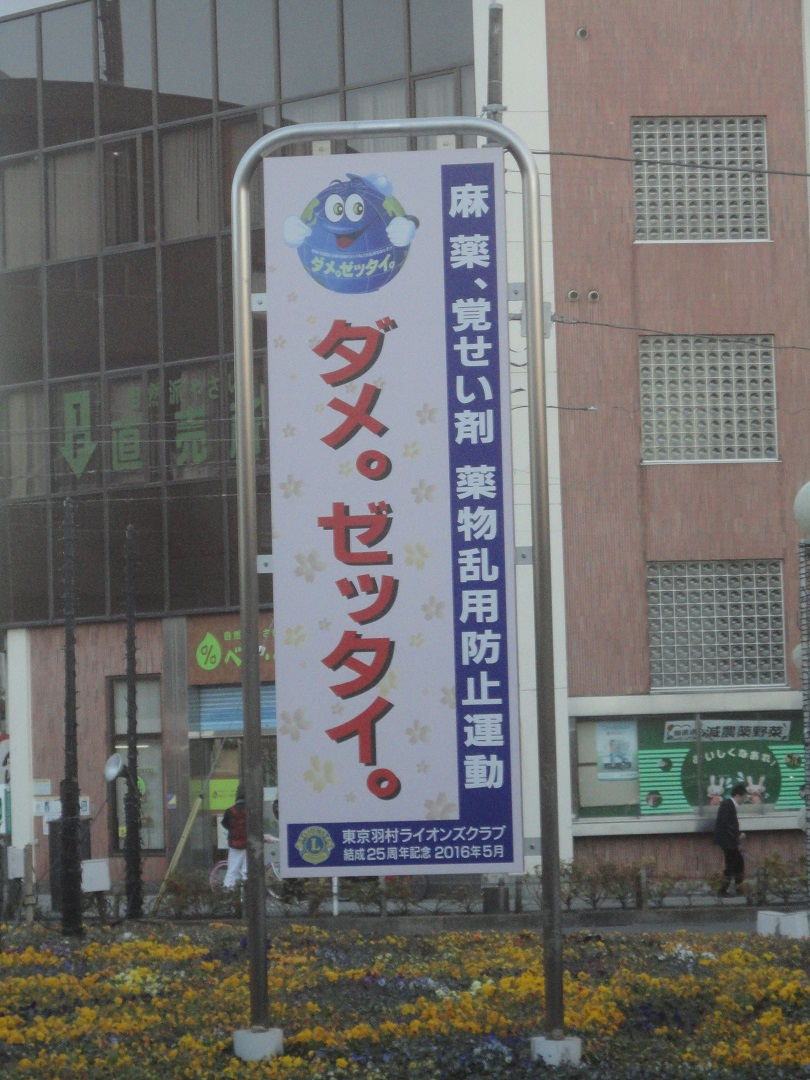
「ダメ。ゼッタイ。」標語の看板

薬物乱用は、生命や社会、国家の安全・安定を脅かす人類の抱える最も深刻な社会問題として、薬物乱用問題を啓発し、また、国際麻薬乱用撲滅デー（毎年6月26日）の周知を図ることを目的としている。

### 発端
国際連合による1998年の「薬物乱用防止のための指導指針に関する宣言」（「国連薬物乱用根絶宣言」）の採択された6月26日が「国際麻薬乱用撲滅デー」とされており、日本でも6月20日から7月19日の間、薬物乱用防止に対する啓発キャンペーンとして当運動を実施している。2019年を目標として、薬物乱用を根絶することを目指している。

### 標語の由来
1987年8月に発足した直後の麻薬・覚せい剤乱用防止センターでは、日本では大多数である薬物未経験者への啓蒙活動を重視し、薬物の常用者をイメージした標語が100以上検討されたものの、全て廃案となった。このため検討会に参加してた広告代理店の社員が根を上げた際に漏らした「もうダメです」という言葉が採用された。親が子に諭すようなイメージが評価されたという。佐々木宏によるキャッチコピーの代表作の一つとされ、2019年の宣伝業界の国際イベントで佐々木自身は「みんなから馬鹿にされたコピー」、「効き目ないです」と談笑しているが、長期間使われていることが自慢だとしている。
英語表記は、従来「No, absolutely NO!」（英訳文）だったが、現在は「Dame! Zettai!」と、ラテン文字表記の日本語に改められている。

### マスコット
「ダメ。ゼッタイ。君」という、地球を擬人化したキャラクターを使用している。

### キャンペーンガール
2012年までに以下の女性が起用された。毎回ではないものの、起用された人物が、野球・サッカー・ラグビーなどスポーツのユニフォームを着用し、「ダメ。ゼッタイ。」と宣伝するスタイルとなっている。また実際のスポーツ選手が起用されたこともあった。2013年以降、芸能人は起用されず、キャラクターの「ダメ。ゼッタイ。君」を使用している。
- 西村知美 - 1987年から1997年
- 篠原ともえ - 1998年
- 安達祐実 - 1999年
- 加藤あい - 2000年から2001年
- 酒井美紀 - 2001年から2003年
- 福田舞 - 2004年
- 吉岡美穂 - 2005年
- 松浦亜弥 - 2006年から2007年
- 近野成美 - 2008年から2012年

## 批判
以下の批判がある。

### スローガンへの批判
厚生労働省傘下の国立研究開発法人国立精神・神経医療研究センター精神保健研究所の自殺予防総合対策センターによる、薬物乱用・依存と自殺に関する共同宣言起草案においては、薬物乱用者の自殺のリスクが高いとするデータがあり、「『ダメ、ゼッタイ』だけではダメです」と、運動の問題点が端的に表現されている。
その理由として、すでに薬物を乱用してしまった若者の社会的孤立を深めるとし、啓発スローガンが薬物依存患者の支援や社会復帰を阻害しない内容であるべきで、薬物依存症回復施設に影響を与えていないかといった検証をするべきだ、としている。
同・薬物依存研究部/自殺予防総合対策センターの松本俊彦によれば、国連は「Yes To Life, No To Drugs（人生にイエスと言い、薬物にはノーと言おう」と言っていたものが、前半部分がなくなり「ダメ。ゼッタイ。」となってしまい、薬物使用について厳しく考える人が増えたのではと指摘している。

### 薬物依存症患者を治療させる発想がないという批判
松本俊彦によれば、日本人は法律を守る人も多いので、処方薬など合法の薬物の乱用が深刻になっており、「ダメ。ゼッタイ。」では限界にきており、次の段階に進む必要があるとしている。
水谷修は、薬物乱用防止教育に携わる教師自身が誤ったイメージを持っているとし、その原因は、日本の「だめ。絶対。一度やったら人間をやめることになる」という「脅しの予防教育」であり、薬物に関する正しい知識を身につけることは重要だが、すでに薬物を乱用している者には、何も対応していないとする。つまり、水谷によれば、薬物依存症の場合は、医療を受けさせなければならず、こうした予防教育は、病気に対しほぼ無効であると批判している。
DARC代表の近藤恒夫の指摘では、「ダメ。ゼッタイ。」が、犯罪者のレッテルを張り、犯罪者というレッテルによって、日本では社会復帰が難しくなり、薬物依存症から回復するという発想がないと指摘している。近藤とデーブ・スペクターは、以下のような点を指摘している。
- 薬物依存症回復のために、協力者を得にくいのは人格否定をし、薬物依存症が病気であるという発想がないためである。
- アメリカ合衆国には、ドラッグ・コート（薬物依存専門裁判所）があり、司法によって治療プログラムを行い、そうしたドラッグ・コートが2,500以上ある。
- ハーム・リダクションという害を減らす政策では、ヘロインの依存症者に対し、注射器を配ることで、後天性免疫不全症候群（エイズ）などの感染症を減らすことを目的としている。オーストラリアでの薬物依存症対策の広告に、「It's only call」というものがあるが、薬物によって倒れた時には、真っ先に緊急通報用電話番号へ電話し、救急車を呼んで応急処置を求めることを促している。

ダメゼッタイでは治療、他者への相談といったことが行いにくい雰囲気が作られ、治療窓口へつなげるということに対しては逆効果で、実際に治療につながるまで諸外国より多くの年月を要してしまっているという指摘もある。
標語の検討会の委員で麻薬・覚せい剤乱用防止センター理事長の藤野彰は、標語は「薬物を使ったことのない人に向けた予防目的のもの」であり、偏見を生むという批判は「誤解、曲解に基づくものだ」との意見を表明している。一方で標語の及ぼす悪影響について調査研究を依頼しており、「もっと良い言葉があれば、それも使う」「悪影響があるならば誤解を正していく」と発言している。

### 公布される情報のデータを保持していないとする批判
「ダメ。ゼッタイ。」公式サイトに掲載されている大麻に関する情報について疑義された件について、行政機関の保有する情報の公開に関する法律に基づく行政文書開示請求による2007年（平成19年）の答弁が内閣府に公開されている。第三者として中立に調査する情報公開・個人情報保護審査会の審議員による調査である。厚生労働省の担当部局の監視指導・麻薬対策課によれば、「ダメ。ゼッタイ。」ホームページの記述には『薬物乱用防止教育指導者読本』を用いてあり、この本は以前にアメリカ合衆国から輸入した植物標本の英語の説明書である Drug Prevention Resources,INC. が作成した『DRUG EDUCATION MANUAL』を翻訳し、日本の関係資料を付加して、1997年（平成9年）3月に、麻薬・覚せい剤乱用防止センターが、薬物乱用防止の啓発資料として作成・発行したもので、英語原本になく日本語では記載のある大麻の害として「心拍数が50%も増加し、これが原因となって脳細胞の細胞膜を傷付ける」という記述の出典は、麻薬対策課で探しているが分からないということであった。

## ヨーロッパにおける薬物乱用防止対策
ヨーロッパには、薬物及び薬物依存症に関するヨーロッパモニタリングセンター（EMCDDA）があり、各国は以下のような薬物乱用防止対策を行っている。
- Supply reduction（供給の抑制）供給元の取り締まりによって、薬物の流通量の抑制。
- Demand reduction（需要の抑制）薬物乱用の防止教育と治療による、需要の抑制。
- Harm reduction（害の抑制）薬物が原因となる犯罪の抑制。注射器の使いまわしによる、後天性免疫不全症候群といった感染症を抑制するために注射器を配る。